# Burgstall Turnertobl
Der Burgstall Turntobel (Turnerdobl, Turndobel, Turnerkogel) ist die Ruine einer namenlosen Höhenburg auf dem Turnertobl gegenüber dem Steiningerberg. Sie liegt etwa einen Kilometer nordwestlich von Neumarkt im Mühlkreis im Ortsteil Pernau zwischen den Bauernhäusern Turner und Ebersteiner (letzterer Hof wird ebenfalls als ein Burgname vermutet) und gehört zur Gemeinde Kefermarkt. Man erreicht den Burgstall, wenn man den alten Salzweg zwischen Kefermarkt und Neumarkt bis zum Sattel zwischen dem Steiningerberg und dem Turntobel geht und dort nach Westen abbiegt. Der Weg ist im Sommer völlig verwachsen.

## Geschichte
Dass diese Burg infolge des Burgenbauverbotes unter König Ottokar II. von Böhmen nicht mehr fertiggestellt wurde, dürfte eine irrige Annahme sein. Steine, vom Rohbruch bis zum fertig behauenen Quader samt Absplissen, liegen umher. Eine Beurkundung liegt nicht vor. Die Bezeichnung Turnerdobl ist nicht ein Burg-, sondern ein Flurname, der sich auf das Turnergut bezieht. Die Datierung der Anlage wurde auf die erste Hälfte des 12. Jahrhunderts bzw. das 13. Jahrhundert vorgenommen.
Der namensgebende Turnerhof (Pernau 14) ist in den Urbaren der Herrschaft Weinberg erwähnt. Der Hausname Turner geht auf die mittelhochdeutsche Form von Turm (mhd. turn) zurück und bezieht sich auf den Turm, der auf dem Bergkogel stand. 1544 wird ein Hanns Turner genannt, 1591 ein Lorentz Turner von seinem behaußten Turnguetl, 1629 ein Augustin Penz am Thurnergütl.
Das Grundstück am nördlichen Waldrand bei der Höhe 694 heißt „Freidhof“ und deutet auf eine Bestattungsanlage in der Nähe der früheren Burg hin.

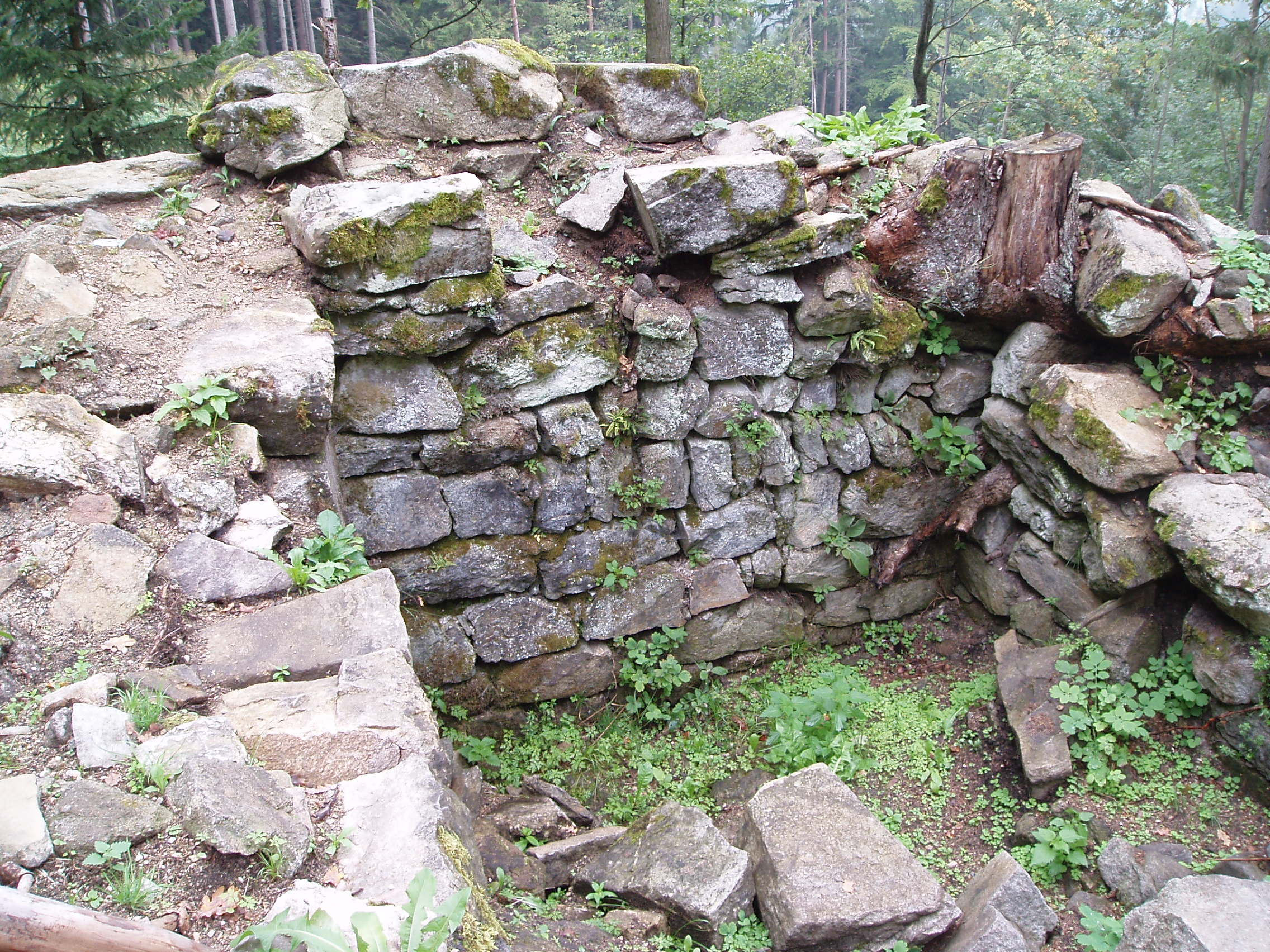
Ruine Turntobl im Jahre 2005

## Turnertobl heute
Der Turnerdobl ist eine zweigeteilte Anlage. An der höchsten Stelle der Bergkuppe steht eine Wehranlage mit halbkreisförmigem Graben und Außenwall. Aufgrund ihrer einfachen Struktur wurde gemutmaßt, dass es sich um eine frühmittelalterliche Wallburg handeln könnte. Im Zentrum der Befestigungsanlage auf der Bergkuppe wurde eine 12 × 12 m große Steinsetzung gefunden, die als Unterbau für einen Holzaufbau interpretiert werden kann. Hinsichtlich der vorgelagerten Wall-Graben-Anlage wurde festgestellt, dass bei ihrer Anlage teilweise natürliche Geländeformungen benutzt wurden; an anderen Stellen musste der Graben jedoch künstlich bis zu einer Tiefe von etwa 2,5 m ausgehauen werden. Ob der aus Bruchsteinen bestehende Wall ursprünglich eine feste Mauer war, konnte nicht geklärt werden.
Auf einem Felssporn, etwa 40 Meter nordöstlich der Kuppe, oberhalb der Abfallkante zu einer tiefen Schlucht, besteht eine weitere (vermutlich jüngere) Wehranlage. Sie besteht im Wesentlichen aus zwei Flankenmauern und einem etwa 4,60 × 6,20 m großen, rechteckigen Turm, dessen Mauern bis zu einer Höhe von etwa 2 m erhalten sind. An der Südecke des Turms befindet sich ein zweischaliges Mauerwerk, das mit Kalkmörtel und Klaubsteinen ausgefüllt wurde. Interessant an der unterhalb gelegenen „Turmburg“ ist, dass sie offenbar bei einem Brand zerstört wurde, zumindest sind massive Feuerspuren vorhanden. Sie dürfte aber wieder aufgebaut worden sein. Jedenfalls weisen Funde und Befunde auf eine (zumindest) zweiphasige Benutzung des befestigten Areals auf dem Felssporn hin.
Keramikfunde und einige Eisenobjekte werden im Oberösterreichischen Landesmuseum aufbewahrt. Nach der Grabungskampagne war u. a. der Wohn- bzw. Wehrturm freigelegt worden. Die Rudimente sind heute meterhoch mit Gestrüpp überwuchert, Teile des Objektes wurden durch neue Bringungswege sogar massiv beeinträchtigt.